# Ejner Johansson
Ejner Bainkamp Johansson (født 7. marts 1922 i København, død 28. september 2001) var en dansk kunsthistoriker mag.art., manuskriptforfatter og instruktør.

## Karriere
Johansson blev i 1956 mag. art. i kunsthistorie. Han har været kunstskribent på bl.a. BT og Dagbladet Information. I 1967 blev han ansat som tv-producer i Danmarks Radio med kunsten som område. Her stod han bag en lang række DR-programmer om kunst og kultur som Sen aften.
Johansson assisterede desuden Den Hirschsprungske Samling ved flere udstillinger.

## Familieforhold
Ejner Johansson var søn af maskinsnedker Axel Robert Johansson, (f. 14. juni 1897 i Furuby, Småland, Sverige, (dansk indfødsret 1927) død 25. januar 1968 i København) og tegner Margrethe Hansine Hansen, f. 22. april 1880 i Skibby, død 26. januar 1952 i København.
Ejner Johanssons søn Karsten Johansson (f. 1943) er far til skuespillerne Scarlett, Vanessa, Hunter og Adrian Johansson.

## Værker
Ejner Johansson skrev en lang række kultur- og kunsthistoriske bøger. Fx
- Dansk marinemaleri i det nittende aarhundrede (1951)
- Richard Mortensen (1962) (oversat til engelsk og fransk)
- Omkring Frederiksholms Kanal (1964)
- Andersens ansigter (1992)
- De danske malere i München (1997)

## Hædersbevisninger
- 1984 - LO's kulturpris
- 1998 - Akademiets Høyen Medalje for fremragende indsats som kunstformidler